# Ester Vinci
Ester Vinci (Palermo, 7 agosto 1982) è un'attrice italiana.

## Biografia
Si forma presso il Teatro Biondo Stabile di Palermo e presso la Scuola di Teatro Teates. Frequenta, inoltre, vari corsi di recitazione e masterclass tra cui la Masterclass Tecnica Chubbuck di Ivana Chubbuck.

## Filmografia

### Cinema
- Nero infinito, regia di Giorgio Bruno (2013)
- La grande bellezza, regia di Paolo Sorrentino (2013)
- Cam Girl, regia di Mirca Viola (2014)
- Magic Island, regia di Marco Amenta (2014)
- Il traduttore, regia di Massimo Natale (2015)[1]
- Odissea nell'ospizio, regia di Jerry Calà (2016)
- Poveri ma ricchissimi, regia di Fausto Brizzi (2017)
- Free, regia di Fabrizio M. Cortese (2018)[1]
- Dietro la notte, regia di Daniele Falleri (2019)[1]
- Indagine di famiglia, regia di Gian Paolo Cugno (2024)
- Indelebile, regia di Simone Valentini (2024)

### Televisione
- Intelligence - Servizi & segreti - serie TV, episodio 2 (2009)
- Il segreto dell'acqua - serie TV, episodio 6 (2010)
- Docufiction su Bianca Milesi, regia di Christian Angeli (2010)[1]
- Docufiction su Andy Warhol, regia di Angela Landini (2010)[1]
- Cinderella  - serie TV, episodi 1 e 2 (2010)[1]
- Il tredicesimo apostolo - Il presceltot - serie TV, episodi 1 e 2 (2012)
- Il tredicesimo apostolo - La Rivelazione - serie TV, episodio 9 (2012)
- Romanzo siciliano – miniserie TV, regia di Michele Alhaique  (2014)
- Le tre rose di Eva  - serie TV,  episodi 3x01-3x02 (2014)
- Tutto può succedere  - serie TV, episodi 1x07-1x08 (2015)
- Squadra antimafia - Il ritorno del boss – serie TV, 6 episodi (2016)
- Don Matteo - serie TV, episodio 13x04 (2022)
- I leoni di sicilia  - serie TV, episodio 7 (2023)
- Màkari - serie TV, episodio 3x04 (2024)
- Viola come il Mare - serie TV, episodio 2x02 (2024)
- I fratelli Corsaro - serie TV, episodio 1x03 (2024)
- Amore Criminale: Caso La Duca - docu-serie, regia di Maurizio Iannelli, episodio 5 (2024)
- Che Dio ci aiuti -  serie TV, episodio 8x06 (2025)

## Spot Pubblicitari
- Ferrero Gran Soleil - regia di Ago Panini (2006)
- Telepromozioni SNAI per i Mondiali 2010 - regia di Gianni Ippoliti (2010)
- Mercedes - regia di Ugo Parodi Giusino (2011)
- Sicilianas Testimonial - regia di Alex Comaschi (2014)
- Fashion Secrets - regia di Adriano Ferdinandi (2014)
- Giornata europea per la donazione degli organi  - regia di Stefano Peppucci e Fabrizio Ulisse (2014)
- Italia’s Got Talent - regia di Christian Marazziti (2014)
- Italo - regia di Alexis Sweet (2015)
- Campagna sociale di sensibilizzazione Rai Cinema per l'utilizzo dei sottotitoli al cinema per l’E.N.S. - regia di Paolo Tito (2016)
- Spot istituzionale sulla legalità Rai - regia di Giulia Giannuli (2016)
- Tim - regia di Igor Borghi (2017)
- IBDONNA  - regia di Paolo Genovese - Spot sociale per il morbo di Crohn (2020)

## Teatrografia
- Ellis Island, regia di Gianni Amelio (2002)
- Assassinio nella cattedrale, regia di Pietro Carriglio (2003)
- Boccadoro The Traveller, regia di Fabrizio Angelini (2005)
- Il castello di Barbablù, regia di Lorenza Cantini (2005)
- Aggiungi un posto a tavola, regia di Riccardo Trucchi (2008)
- Pene d'amore perdute, di William Shakespeare, regia di Lia Chiappara (2009)
- Berretto a sonagli, regia di Nicasio Anzelmo (2012)
- Dovi' da qui' dali, regia di Manlio Dovì (2014)
- Matrimoni e tresche, regia di Giovanni Nanfa (2016)
- Il mio primo Natale a Palermo, regia di Marco Amenta (2016)
- 4 Donne e una canaglia, regia di Nicasio Anzelmo (2017-2018)
- Pane, amore e politica: il varietà, regia di Pierluigi Iorio (2024)
- Non ti conosco più, regia di Giuseppe Di Pasquale (2025)

## Riconoscimenti
- 2016 - Premio “Eccellenze Napoli cultural classic” come Migliore Attrice alla XVI edizione del Festival Napoli Cultural Classic, Napoli
- 2017 - Premio “Valle dello Jato”, Migliore Attrice per la Sicilia, San Giuseppe Jato
- 2020 - Premio Internazionale Basilicata “Marateale” al Festival di Maratea
- 2022 - Riconoscimento Alla Carriera Artistica “Partinico PM Film Festival” di Partinico
- 2023 - “Premio Atena Nike”, Menzione Speciale per il talento come migliore attrice siciliana, Taormina
- 2024 - Migliore attrice protagonista con il cortometraggio “Twist” di Daniele Catini al “Falvaterra Film Festival on Tour”, Falvaterra
- 2024 - Migliore attrice protagonista con il cortometraggio “Twist” di Daniele Catini al “Festival IIPM International Independent Permanent Memories Film Festival” di Ferrara